# Radiofusión
Radiofusión es la programación común de las emisoras de radio municipales de Galicia afiliadas a la asociación EMUGA. Emite de forma ininterrumpida las 24 horas del día en la FM a través de sus emisoras asociadas (las cuales intercalan su propia programación con la de Radiofusión), por Internet. Radiofusión es, junto a Radio Galega, el único grupo de emisoras de radio que emite la totalidad de su programación en gallego.

## Frecuencias
- Radio Fene - 107.7 FM
- Radio Redondela - 94.9 FM
- Radio Allariz - 107.2 FM
- Radio Ordes - 107.3 FM
- Radio Culleredo - 101.2 FM
- Radio Arzúa - 107.4 FM
- Radio Eume - 107.5 FM
- Radio Boiro - 107.2 FM
- Radio Negreira - 107.0 FM
- Radio Valga -
- Radio Neria (Corcubión) - 107.1 FM
- Radio Foz- 107.7 FM
- Radio Estrada - 107.7 FM
- Radio Oleiros
- Radio Caldas
- Radio Tui
- Carral Radio
- Radio Cerceda
- Radio Quiroga
- Radio Melide
- Radio Palas
- Radio As Nogais